# Lamine Fall
Lamine Fall (* 10. července 1992, Dakar, Senegal) je senegalský fotbalový záložník momentálně působící v třetiligovém celku FC ŽĎAS Žďár nad Sázavou, kde hostuje z prvoligového týmu FC Zbrojovka Brno.
Je muslimského vyznání.

## Klubové statistiky
Aktuální k 6. září 2011
| Sezona | Klub                | Země  | Soutěž  | Zápasy | Góly |
| ------ | ------------------- | ----- | ------- | ------ | ---- |
| 10/11  | FC Zbrojovka Brno B | Česko | MSFL    | 3      | 0    |
| 11/12  | FC Zbrojovka Brno B | Česko | MSFL    | 7      | 1    |
|        | FC Zbrojovka Brno   | Česko | 2. liga | 16     | 2    |
| 2015–  | SK Líšeň            | Česko | MSFL    |        |      |
|        | celkem              |       |         | 26     | 3    |